# Onthophagus petrovitzi
Onthophagus petrovitzi är en skalbaggsart som beskrevs av Frey 1975. Onthophagus petrovitzi ingår i släktet Onthophagus och familjen bladhorningar. Inga underarter finns listade i Catalogue of Life.